# Yuri Nuller
Yuri Lvóvich Nuller (del ruso: Юрий Львович Нуллер) (28 de agosto de 1929 - San Petersburgo, 10 de noviembre de 2003) fue psiquiatra y profesor ruso. Pasó muchos años investigando el problema de la ansiedad.

## Biografía
Su padre, Lev Moiséyevich Nuller, era un diplomático residente en Francia. En 1938 la NKVD solicitó que regresara a Unión Soviética con su familia, donde fue arrestado y finalmente ejecutado el 28 de julio de 1941.
En 1950 Yuri Nuller fue arrestado bajo la acusación de haber sido reclutado por el servicio secreto francés a la edad de tres años. Se lo sentenció a 10 años en campos de trabajo y se lo liberó en 1955, dos años después de la muerte de Stalin. Continuó con sus estudios y en 1959 se graduó en el Primer Instituto Médico de Leningrado y empezó a trabajar en el hospital mental Svirsky. Tras algunos meses de trabajo se convirtió en jefe de pabellón, y en dos años defendió una tesis doctoral para obtener un título Ph.D. En 1972 hizo lo mismo para lograr un título de Doktor nauk.
El Dr. Nuller se destacaba por su profesionalismo. Introdujo nuevos medicamentos psicotrópicos en su clínica, y se esforzaba por crear nuevas estrategias de tratamiento, encaminadas principalmente a aliviar la ansiedad. Su técnica fue bautizada "prueba diazepam": altas dosis de la droga eran suministradas con mucho discernimiento y el psiquiatra intentaba interpretar, a juzgar por el cambio del nivel de ansiedad y los síntomas que se volvían más prominentes, que había causado el desorden.
Yuri Nuller hizo más de 130 publicaciones y escribió dos libros. Fue supervisor de tesis, con siete disertaciones defendidas bajo su supervisión. Durante los últimos 12 años de su vida fue jefe de un departamento en el Instituto de Investigación V. M. Béjterev de San Petersburgo.